# Club Social Deportivo Cali
El Deportivo Cali es un club de fútbol del Perú de la ciudad de Tarapoto en el departamento de San Martín. Fue fundado el 12 de octubre de 1953 y actualmente participa en la Copa Perú.
Si bien su principal actividad deportiva es el fútbol, también se practican diversos deportes como el baloncesto, voleibol, etc.
Su rival tradicional e histórico es el Unión Tarapoto, con el cual protagoniza el "Clásico Tarapotino", por ser el otro equipo histórico de la ciudad.

## Historia

### Fundación
El Club Social Deportivo Cali fue fundado el 12 de octubre de 1953 en la casa del Sr. Santiago Bartra Garcia de ascendencia Judía, donde antes funcionaba una cevicheria, en la ciudad de Tarapoto. Lleva su nombre en homenaje al Deportivo Cali de Colombia, equipo que en la ciudad se escuchaban sus partidos vía radio durante esa década.

### Años '70s
El Deportivo Cali se fusionó con la Asociación de Futuros Agricultores (AFA) cambiando su nombre a Cali AFA. En la década de 1970 fue varias veces campeón y subcampeón departamental participando de la Etapa Regional de la Copa Perú pero no logró clasificar al hexagonal final.

### Copa Perú 2009
En la Copa Perú 2009 llegó hasta la Etapa Regional, donde compartió el grupo B en la Región II con los clubes Universitario de Trujillo, Descendencia Michiquillay, Juventud Culebreña y el histórico Universidad Técnica de Cajamarca pero terminó en cuarto lugar y no clasificó a la Etapa Nacional.

### Copa Perú 2013
La liga de Tarapoto bajó el telón a su torneo con la última fecha de las liguillas que coronó a Deportivo Cali como campeón 2013. Tenía que enfrentar en la última fecha a su clásico rival el Unión Tarapoto. Los caleños salieron con el objetivo en la mira, consiguiendo imponerse por 1-0 en luchado encuentro. Ese gol fue suficiente para que la corona distrital se tiña de amarillo y negro.
Logró el título en la Etapa Provincial de San Martín y el subcampeonato Departamental. Participó de la Etapa Regional pero fue eliminado tras terminar en el segundo lugar de su grupo detrás de Comerciantes Unidos.

## Uniforme
- Uniforme titular: Camiseta amarilla, pantalón negro, medias amarillas.
- Uniforme alternativo: Camiseta negro, pantalón negro, medias negras.

Uniforme titular
| 2011 | 2012 | 2013 | 2014 |  |

Uniforme alterno
| 1953-Presente |

### Indumentaria y patrocinadores
| Período | Proveedor |
| ------- | --------- |
| 2013    | Walon     |
| 2014    | Willy     |

| Período | Proveedor |
| ------- | --------- |
| 2013    | San Diego |
| 2014    | JDL       |

## Estadio
Estadio Municipal Carlos Vidaurre García es un estadio de usos múltiples en Tarapoto. Actualmente se utiliza para los partidos de fútbol de Primera División y Copa Perú. El estadio tiene una capacidad de 7.000 espectadores.

## Rivalidades

### Clásico Tarapotino
El rival tradicional de Deportivo Cali es el Unión Tarapoto. Encuentro futbolístico de larga historia en el fútbol Tarapotino. El origen de la rivalidad entre ambos se dio precisamente a partir de la década del sesenta, debido a los continuos enfrentamientos y disputas que empezaron a protagonizar por el título. La rivalidad entre ambos fue creciendo con el paso de los años, hasta ser considerado como el "clásico tarapotino". Como curiosidad, habría que mencionar que Deportivo Cali no viste como el idéntico equipo colombiano, sino más bien su indumentaria es de color amarillo y negro.

## Entrenadores
- Carlos "Calín" Delgado (2009)
- Jorge Ágapo Gonzales (2019)
- Percy Rojas (2023)

## Palmarés

### Torneos regionales
| Competición regional                   | Títulos                            | Subcampeonatos                |
| -------------------------------------- | ---------------------------------- | ----------------------------- |
| Liga Departamental de San Martín (5/5) | 1974, 1981, 1982, 1983, 2013.      | 1970, 1975, 1976, 2006, 2009. |
| Liga Provincial de San Martín (6/3)    | 1970, 1972, 1974, 1975, 2013, 2014 | 2009, 2014, 2016.             |
| Liga Distrital de Tarapoto (1/4)       | 2013.                              | 2009, 2014, 2016, 2019.       |